# Charles-Théophile Gaudin
Pour les personnes ayant le même patronyme, voir Gaudin.
Charles-Théophile Gaudin, né le 4 août 1822 et mort à Lausanne le 12 janvier 1866, est un botaniste, paléontologue et précepteur vaudois.

## Biographie
Fils de Jean-Daniel Gaudin qui crée à Lausanne le Petit-Château, établissement pour jeunes gens, Charles-Théophile Gaudin renonce, études faites, au pastorat après le schisme de 1845. Il travaille de 1845 à 1851 comme précepteur dans la famille de Lord Ashley, à Londres. Rentré à Lausanne, il travaille comme secrétaire et traducteur à la Compagnie du chemin de fer ouest-suisse. En 1854, il accepte le poste de précepteur de Gabriel de Rumine qu’il exerce jusqu’à son décès en 1866.
Homme cultivé, cosmopolite, passionné de sciences naturelles, il initie son élève à la démarche scientifique et l’intègre aussi plus étroitement à la jeunesse lausannoise. Avec lui et sa mère, Catherine de Rumine, Charles-Théophile Gaudin conçoit le Musée industriel qui ouvre en 1862. Le testament de Catherine de Rumine lègue en 1868 le Musée à la Ville de Lausanne.
Charles-Théophile Gaudin participe aux fouilles des stations lacustres et présente ses trouvailles aux séances de la Société vaudoise des sciences naturelles, parfois avec Gabriel, dès 1858

## Sources
- « Charles-Théophile Gaudin », sur la base de données des personnalités vaudoises sur la plateforme « Patrinum » de la Bibliothèque cantonale et universitaire de Lausanne.
- Oswald Heer, « Dr Charles-Théophile Gaudin », in Actes de la Société helvétique des sciences naturelles, 1866, p. 300-309
- William Hauptman, « Charles Gleyre et la famille Gaudin : leurs rencontres peu connues à Lausanne et à Paris », in Revue historique vaudoise, 1983, p. 93 ss
- Catherine Kulling, « Le Musée industriel de Lausanne : une idée originale et ses avatars », in Mémoire vive, 1995, p. 17 ss